# Chocalheiro

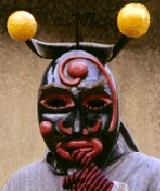
Chocalheiro de Bemposta

O chocalheiro é uma pessoa mascarada que esconde o rosto com uma máscara a que chamam de carocha. É uma figura tauromórfica que leva na ponta de cada chifre uma laranja espetada, tem no "queixo uma barbicha de bode; na parte da nuca pende-lhe uma bexiga de porco cheia de vento; na testa tem um disco e, escorrendo pela face, uma pequena serpente; na mão segura uma tenaz e mostrando uma serpente de grande porte rodeada à cintura". Traz uma serpente à volta da cintura e outra na testa. A sua vestimenta é de linho grosseiro tingido de preto com listas brancas e vermelhas. Nas costas tem uma caveira pintada e trás um rabo de crinas compridas, numa das mãos carrega uma tenaz de ferro.